# Попопіс
Попо́піс (ісп. Popopis), також відома під назвою Рі́о-Кі́нто (ісп. río Quinto) — річка на півдні аргентинської провінції Кордова.
Не існує єдиною думки щодо місця, яке можна вважати витоком річки. Існують дві версії:
- витік знаходиться на схилах Серро-Ретама на висоті 2214 м над рівнем моря (33°02′21″ пд. ш. 66°10′33″ зх. д. / 33.03917° пд. ш. 66.17583° зх. д.) у гірській системі Сьєрра-де-Сан-Луїс, розташованій у провінції Сан-Луїс[1]
- витік знаходиться на схилах Серро-Томоласта на висоті 2020 м над рівнем моря (32°46′36″ пд. ш. 66°01′41″ зх. д. / 32.77667° пд. ш. 66.02806° зх. д.) у провінції Сан-Луїс

Далі Ріо-Кінто тече повз міста Вілья-Мерседес, Вілья-Рейнольдс і Хусто-Даракт, після чого перетинає кордон провінції Кордова і слідує далі на південний схід до боліт Амарга, де у посушливі періоди і закінчується. У вологі періоди Ріо-Кінто долає болота Амарга та розділяється на два рукави: північно-східний рукав живить болота Дестіно на кордоні з провінцією Санта-Фе, а південний рукав тече повз міста Ховіта й Італо до провінції Буенос-Айрес повз міста Хенераль-Вільєгас, Америка і Тренке-Лаукен. Звідти річка звертає на північний схід і тече повз міста Пуахо, Карлос-Касерес, 9 липня і Брагадо, після чого впадає до Ріо-Саладо.
Довжина Ріо-Кінто до боліт Амарга 375 км, а до злиття з Ріо-Саладо — 878 км.
Назва Попо́піс (також зустрічається варіант Попопі́с) походить з індіанської мови комечінгон. З XVIII ст. річка називалася Ріо-Кінто (ісп. Río Quinto — П'ята річка), оскільки вона є п'ятою за рахунком з півночі на південь великою річкою провінції Кордова. Ця назва використовувалася до 1980-х років, коли було вирішено повернути річці її первісне ім'я.